# جون لينش (ممثل)
جون لينش (بالإنجليزية: John Lynch)‏ هو ممثل وكاتب سيناريو وروائي إيرلندي من مواليد 1961 في أيرلندا الشمالية، من أب إيرلندي وأم إيطالية الأصل، دشن أول أعماله الروائية سنة 2005 تحت عنوان مياه مشرذمة "Torn Water" 

## مواقع خارجية
- جون لينش على موقع IMDb (الإنجليزية)
- جون لينش على موقع ألو سيني (الفرنسية)
- جون لينش على موقع أول موفي (الإنجليزية)
- جون لينش على موقع قاعدة بيانات برودواي على الإنترنت (الإنجليزية)
- جون لينش على موقع قاعدة بيانات الأفلام السويدية (السويدية)
- جون لينش على موقع إن إن دي بي (الإنجليزية)
- جون لينش على موقع قاعدة بيانات الفيلم (الإنجليزية)
- جون لينش على موقع كينوبويسك (الروسية)